# Cantone di Caudebec-lès-Elbeuf
Il Cantone di Caudebec-lès-Elbeuf è una divisione amministrativa dell'arrondissement di Rouen.
A seguito della riforma complessiva dei cantoni del 2014 è passato da 6 a 7 comuni.

## Composizione
Prima della riforma del 2014 comprendeva i comuni di:
- Caudebec-lès-Elbeuf
- Cléon
- Freneuse
- Saint-Pierre-lès-Elbeuf
- Sotteville-sous-le-Val
- Tourville-la-Rivière

Dal 2015 comprende i comuni di:
- Caudebec-lès-Elbeuf
- Cléon
- Freneuse
- Saint-Aubin-lès-Elbeuf
- Saint-Pierre-lès-Elbeuf
- Sotteville-sous-le-Val
- Tourville-la-Rivière